# Гиљермо Кампанаљ
Марселињо Гиљермо Гонзалес дел Рио Гарсија, звани Кампанаљ I или Гиљермо Кампанаљ (Авилес, 9. фебруар 1912. — Севиља, 22. јануар 1984.) био је шпански фудбалер. Током своје каријере играо је за Спортинг из Хихона и Севиљу (1929–1946), а одиграо је и 3 утакмице и постигао 2 гола за фудбалску репрезентацију Шпаније и учествовао на Светском првенству 1934.
Касније је постао тренер Севиље.

## Трофеји

### Севиља
- Ла Лига: 1945–46
- Куп краља: 1935,[3] 1939[4]